# Félix Erviti Barcelona
Félix Erviti Barcelona (Luzaide, Navarra, 29 de juliol de 1910– Madrid, 24 de novembre de 2000) és un sacerdot catòlic espanyol,membre dels Missioners Oblats de Maria Immaculada. Va ser ordenat sacerdot el 19 febrer 1933.

## Vida Religiosa
Va ser designat per Pius XII com el primer prefecte apostòlic de Sàhara Espanyol i Ifni el 19 de juliol de 1954. La Prefectura Apostòlica del Sàhara espanyol i Ifni va ser formada amb la fusió de territoris que abans havien estat sota l'àmbit dels vicariats apostòlics al Marroc i Algèria. Va servir com a prefecte apostòlic del Sàhara Occidental fins al 2 de maig de 1994, quan fou succeït per Acacio Valbuena Rodríguez, encara que va romandre com a Prefecte Emèrit del Sàhara Occidental. També va ser membre adjunt de la Conferència Episcopal Espanyola durant el trienni 1966–1969 i com a membre durant el trienni 1969–1972.

## Darrers anys
Va estar implicat en el funcionament d'una escola i un hospital a Al-Aaiun. Després de l'ocupació del Sàhara Occidental per Marroc en 1975 la població catòlica de la prefectura es va reduir de 22.515 fidels a 368, i la prefectura es reanomenà com la Prefectura del Sàhara Occidental amb només 2 parròquies i 3 religiosos. Erviti va passar 19 anys per la millora dels refugiats a la campas de refugiats saharauis, mentre que cooperava amb la Missió de Nacions Unides pel Referèndum al Sàhara Occidental (MINURSO). El papa Joan Pau II va acceptar la seva renúncia el 1994, per raons d'edat, i es va retirar a la casa provincial de la seva orde a Madrid. Va morir mentre celebrava missa a la Parròquia Virgen Peregrina De Fátima a Madrid.